# Irish softcoated wheaten terrier
Irish softcoated wheaten terrier är en hundras från Irland. Ursprungligen är den en gårdshund som höll efter råttor, vaktade gården och användes för grytjakt på grävling och utter, samt hjälpte till med andra lämpliga sysslor på småjordbruken, som att valla boskap.

## Historia
Wheaten, som den kallas till vardags, har samma ursprung som irländsk terrier och kerry blue terrier som blev erkända raser tidigare, på 1870-talet respektive 1920-talet. På målningen The Aran Fisherman's Drowned Child från 1843 av den irländske målaren Frederick William Burton (1816-1900) finns en hund som identifierats som en softcoated wheaten terrier. Annars är rasens förhistoria mycket litet dokumenterad. De ljusa silkespälsade terrierna levde kvar som lantras hos bönder på landsbygden och uppmärksammades i samband med jaktprov 1932, då målinriktad avel inleddes. Rasen sägs vara grundad på enbart 15 individer som var av ganska olika typ. 1937 erkändes softcoated wheaten terrier av den irländska kennelklubben.
Sverige är det land där wheaten terriern nått störst popularitet. Under en tioårsperiod från mitten av 1990-talet var den en av de populäraste hundraserna.

## Egenskaper
Irish softcoated wheaten terrier är en livlig, gladlynt, företagsam och självständig hund. För att träna en wheaten bör man ha pondus och stort engagemang och vara envis men sakna prestige. Wheaten är framförallt sällskapshund men kan ha stort jaktintresse.

## Utseende
Färgen skall vara jämnt ljust vetegul över hela kroppen. Huvudet är ganska långt, med små, tunna och framåtvikta öron, täcka av och försedda med fransar av lång päls. Ögonen är mörka och intelligenta. Wheaten terriern har en unik päls som gett den dess namn. Det är en tunn silkesartad enkelpäls utan underull som skall vara öppet lockig. Rasen fäller inte. Diskvalificerande fel är gula ögon samt matt, tjock, ullig eller bomullslik pälsstruktur och vit eller brun pälsfärg